# 18.ª División (Ejército Popular de la República)
La 18.ª División fue una de las divisiones del Ejército Popular de la República que se organizaron durante la guerra civil española sobre la base de las Brigadas Mixtas. Estuvo desplegada en el frente de Madrid.

## Historial
La unidad fue creada el 27 de marzo de 1937 en el sector de Madrid. Cubría el frente que iba desde Las Rozas de Madrid hasta la unión de los ríos Jarama y Manzanares. La división quedó bajo el mando del comandante de infantería Manuel Márquez Sánchez de Movellán. La unidad, inicialmente adscrita al II Cuerpo de Ejército, a partir de abril de 1938 pasó a la jurisdicción del III Cuerpo.
Durante la mayor parte de la contienda la unidad no participó en operaciones militares de relevancia.

## Mandos
Comandantes
- comandante de infantería Manuel Márquez Sánchez de Movellán;[2]
- comandante de Infantería Miguel González Pérez-Caballero;[3]
- teniente coronel de artillería Victoriano Fontela González;

Comisarios
- Antonio Masía Lázaro, del PSOE;[4]
- Antonio Romero Cebrián;

## Orden de batalla
| Fecha               | Cuerpo de Ejército adscrito | Brigadas Mixtas integradas | Frente de batalla |
| ------------------- | --------------------------- | -------------------------- | ----------------- |
| Abril de 1937       | II Cuerpo de Ejército       | 19.ª, 8.ª, 7.ª y 21.ª      | Centro            |
| Mayo de 1937        | II Cuerpo de Ejército       | 8.ª, 19.ª y 21.ª           | Centro            |
| Diciembre de 1937   | II Cuerpo de Ejército       | 8.ª, 19.ª y 150.ª          | Centro            |
| 30 de abril de 1938 | III Cuerpo de Ejército      | 5.ª, 8.ª y 150.ª           | Centro            |
| Noviembre de 1938   | III Cuerpo de Ejército      | 8.ª y 150.ª                | Centro            |
| Marzo de 1939       | III Cuerpo de Ejército      | 8.ª y 17.ª                 | Centro            |